# Gong Kedak
Gong Kedak (en malayo: Gong Kedak) es una localidad de Malasia, en el estado de Kelantan.
Se encuentra a 11 m sobre el nivel del mar. 

## Demografía
Según estimación 2010 contaba con 19272 habitantes.